# Palla rectifascia
Palla rectifascia är en fjärilsart som beskrevs av Gustav Weymer 1892. Palla rectifascia ingår i släktet Palla och familjen praktfjärilar. Inga underarter finns listade i Catalogue of Life.